# Hillary Janssens
Hillary Janssens (Surrey, 21 de julho de 1994) é uma remadora canadense, medalhista olímpica.

## Carreira
Janssens conquistou a medalha de bronze nos Jogos Olímpicos de Verão de 2020 em Tóquio na prova de dois sem feminino, ao lado de Caileigh Filmer, com o tempo de 6:52.10.